# Nimm’s leicht, nimm Dynamit
Nimm´s leicht, nimm Dynamit (Originaltitel: Ne nous fâchons pas (Nicht wütend werden)) ist ein 1966 veröffentlichter französischer Film mit Lino Ventura in der Hauptrolle.

## Handlung
Antoine Beretto betreibt einen Bootsverleih an der Côte d’Azur und führt ein gesittetes Leben. Doch dies war nicht immer so, denn früher war er ein Gangster. Beretto hat dem Verbrechen zwar abgeschworen, doch holt Antoine seine Vergangenheit ein, als zwei alte Kollegen ihn aufspüren und ihn mit Nachdruck um ein Boot sowie ein Darlehen von 40.000 Francs bitten, welches er sich später von dem Buchmacher Léonard Michalon in Nizza zurückholen könne. Durch die Hilfe seines Freundes Jeff findet Antoine Michalon, dummerweise sieht er sich gezwungen, in dessen Haus einen Einbrecher zu erschießen. Damit gerät er einer Gruppe britischer Krimineller in die Quere, die es auf Michalon abgesehen hat und folglich auch Antoine ins Visier nimmt. Dies zwingt Beretto nun dazu, wieder zu Maßnahmen außerhalb des Gesetzes zu greifen.

## Kritik
Das Lexikon des internationalen Films befand: „Groteske Kriminalkomödie mit amüsanten Dialogen und überraschenden Gags.“
Prisma befand: „Die exzellente Krimiparodie mit witzigen Gags und spritzigen Dialogen von Georges Lautner war die dritte Zusammenarbeit des Regisseurs und seinen Hauptdarstellers Lino Ventura, der zuvor schon in den Genrekomödien "Mordrezepte der Barbouzes" (1964) und "Mein Onkel, der Gangster" (1963) für Lautner vor der Kamera stand. Neben Ventura überzeugen hier besonders Jean Lefebvre und Michel Constantin als dessen alte Kumpel Jeff und Michalon.“
Die Filmzeitschrift Cinema schrieb: „Frankreich vs. England: explosiv, aber lustig“.
Der Evangelische Film-Beobachter zog folgendes Fazit: „Gangster-Krieg an der Riviera. Regisseur Georges Lautner gelang dank der trockenen Dialoge von Michel Audiard und dank gut aufgelegter Schauspieler (Lino Ventura vor allem) ein sich fix und zumeist einigermaßen logisch abwickelnder Spaß. Ab 16.“